# رود آمازار
رود آمازار (روسی: Амазар) یک رودخانه در سرزمین زابایکالسکی کشور روسیه است.